# Фермонт (Минесота)
Фермонт (енгл. Fairmont) град је у америчкој савезној држави Минесота.

## Демографија
По попису из 2010. године број становника је 10.666, што је 223 (-2,0%) становника мање него 2000. године.
| Група             | 2000.          | 2010.         |
| Белци             | 10.363 (95,2%) | 9.908 (92,9%) |
| Афроамериканци    | 48 (0,4%)      | 49 (0,5%)     |
| Азијати           | 72 (0,7%)      | 71 (0,7%)     |
| Хиспаноамериканци | 324 (3,0%)     | 564 (5,3%)    |
| Укупно            | 10.889         | 10.666        |